# Mýrin (film)
Mýrin (Engelse titel: Jar City) is een IJslands-Duits-Deense misdaadfilm uit 2006, geregisseerd door Baltasar Kormákur. De film is gebaseerd op Mýrin, een roman uit 2000 geschreven door Arnaldur Indriðason en in het Nederlands uitgebracht als Noorderveen.

## Verhaal
Het verhaal vindt plaats in IJsland waar rechercheur Erlendur een mysterieuze moord op een oudere man in een kelder onderzoekt. Met een foto van het graf van een klein meisje als enige aanwijzing, doorzoekt hij IJsland, samen met zijn collega Sigurður Óli, op zoek naar meer aanwijzingen terwijl hij zijn drugsverslaafde dochter moet aanpakken. Het blijkt dat de moord en de motivatie erachter complexer zijn dan eerst gedacht en dat er meer aan de hand is dan het feit dat het een volkomen gewone IJslandse moord is, zoals een onderzoeker opmerkt.
Erlendur en Sigurður Óli ontdekken dat het slachtoffer een bewogen verleden heeft gehad en een aantal vreselijke misdaden op zijn geweten heeft waarmee hij wegkwam toen de plaatselijke politieagent corrupt was. Deze misdaden gaan meer dan 30 jaar terug en hebben tot nu toe fysieke sporen achtergelaten in de vorm van de zeldzame erfelijke ziekte neurofibromatose. Een ziekte die met zijn laatste drager had moeten uitsterven, maar die tot nu toe het leven blijft beïnvloeden. Het blijkt een fijnmazig netwerk van familie, geheimen en onverwachte motivatie achter de moord te zijn.

## Rolverdeling
| Acteur                   | Personage    |
| ------------------------ | ------------ |
| Ingvar Eggert Sigurðsson | Erlendur     |
| Ágústa Eva Erlendsdóttir | Eva Lind     |
| Björn Hlynur Haraldsson  | Sigurður Óli |
| Ólafía Hrönn Jónsdóttir  | Elínborg     |
| Atli Rafn Sigurðsson     | Örn          |
| Kristbjörg Kjeld         | Katrín       |

## Ontvangst
Op Rotten Tomatoes heeft Mýrin een waarde van 94% en een gemiddelde score van 7,3/10, gebaseerd op 36 recensies. Op Metacritic heeft de film een gemiddelde score van 75/100, gebaseerd op 6 recensies.

## Prijzen en nominaties
| Jaar | Prijs                                                                  | Categorie                                            | Genomineerde(n)                                       | Uitslag     |
| ---- | ---------------------------------------------------------------------- | ---------------------------------------------------- | ----------------------------------------------------- | ----------- |
| 2006 | Edda                                                                   | Beste Film                                           | Baltasar Kormákur, Agnes Johansen & Lilja Pálmadóttir | Gewonnen    |
| 2006 | Edda                                                                   | Acteur of actrice van het jaar                       | Ingvar Eggert Sigurðsson                              | Gewonnen    |
| 2006 | Edda                                                                   | Mannelijke bijrol of vrouwelijke bijrol van het jaar | Atli Rafn Sigurðsson                                  | Gewonnen    |
| 2006 | Edda                                                                   | Regisseur van het jaar                               | Baltasar Kormákur                                     | Gewonnen    |
| 2007 | Internationaal filmfestival van Karlsbad                               | Kristallen Bol                                       | Baltasar Kormákur, Agnes Johansen & Lilja Pálmadóttir | Gewonnen    |
| 2007 | Noordse Raad                                                           | Filmprijs van de Noordse Raad                        | Baltasar Kormákur, Agnes Johansen & Lilja Pálmadóttir | Genomineerd |
| 2008 | Internationaal festival voor actie- en avonturenfilms van Valenciennes | Beste acteur                                         | Ingvar Eggert Sigurðsson                              | Gewonnen    |
| 2008 | Internationaal festival voor actie- en avonturenfilms van Valenciennes | Beste regisseur                                      | Baltasar Kormákur                                     | Gewonnen    |
| 2008 | Internationaal festival voor actie- en avonturenfilms van Valenciennes | Hoofdprijs                                           | Baltasar Kormákur, Agnes Johansen & Lilja Pálmadóttir | Gewonnen    |
| 2008 | Titanic International Film Festival                                    | Breaking Waves Award                                 | Baltasar Kormákur                                     | Gewonnen    |